# 朗坦早熟禾
朗坦早熟禾（学名：Poa langtangensis），为禾本科早熟禾属下的一个植物种。